# Hatari (banda)

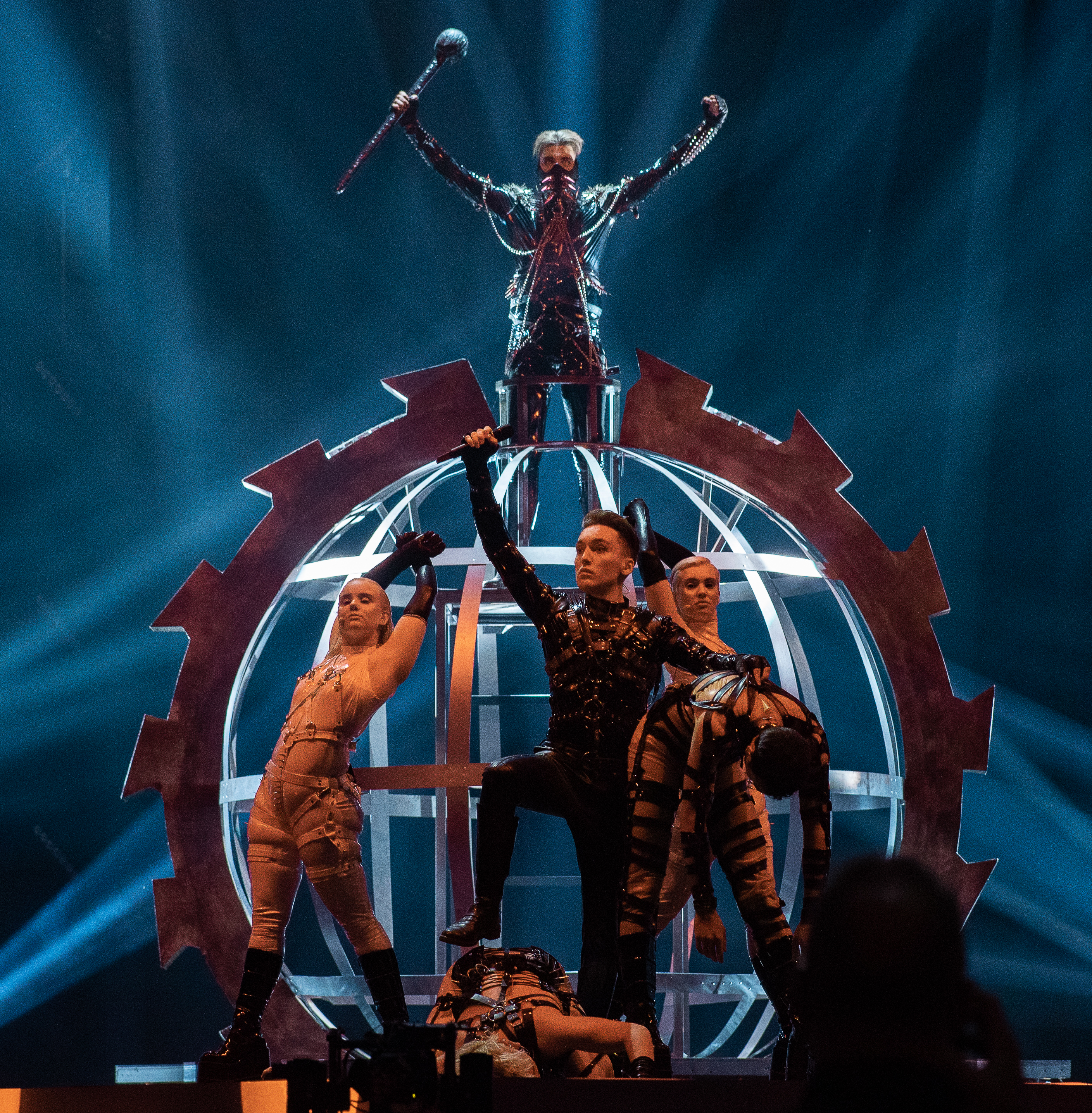
Hatari (2019)

Hatari são uma banda islandesa de techno e punk rock de Reykjavík . A banda é formada por Klemens Nikulásson Hannigan, Matthías Tryggvi Haraldsson e Einar Hrafn Stefánsson, e lançou uma peça estendida, além de quatro singles. Hatari representa a Islândia no Festival Eurovisão da Canção 2019 com a canção " Hatrið mun sigra ".

## História
Hatari foi formado em 2015, por Klemens Nikulásson Hannigan e Matthías Tryggvi Haraldsson, e mais tarde foi acompanhado por Einar Hrafn Stefánsson. Ao longo de 2016, eles tocaram cinco vezes, incluindo aparições em Reykjavík, Eistnaflug, no LungA Festival e no Norðanpaunk, antes de suas apresentações no Iceland Airwaves, realizado no Kex Hostel em Reykjavík, em 31 de outubro e 6 de novembro de 2016. Estreia de Hatari extended play (EP), chamado Neysluvara, foi lançado através Svikamylla ehf. via Spotify e Bandcamp em 31 de outubro de 2017. Levando em conta o lançamento do EP, a banda também lançou vídeos musicais para duas músicas do EP, "Ódýr" e "X".
Em 21 de dezembro de 2018, Hatari anunciou que o conselho de administração da Svikamylla ehf. teria supostamente aprovado uma resolução para dissolver a banda. A banda explicou que a decisão surgiu porque eles falharam em derrubar o capitalismo. Simultaneamente, Hatari lançou o videoclipe de um novo single, "Spillingardans". O último concerto foi realizado no Húrra, um bar no centro de Reykjavík, no dia 28 de dezembro. No entanto, em janeiro de 2019, Hatari, com sua nova música " Hatrið mun sigra ", foi confirmado como um dos dez artistas que competem em Söngvakeppnin 2019, seleção nacional da Islândia por sua participação no Eurovision Song Contest 2019 . Hatari venceu o Söngvakeppnin 2019 em março daquele ano e, portanto, deve representar a Islândia no Festival Eurovisão da Canção, em maio de 2019.

## Membros
Hatari é formado pelo vocalista limpo Klemens Nikulásson Hannigan, pelo vocalista duro Matthías Tryggvi Haraldsson e pelo produtor e baterista Einar Hrafn Stefánsson. Klemens é filho de Nikulás Hannigan, chefe da divisão de escritórios de comércio do Ministério dos Negócios Estrangeiros da Islândia, e Rán Tryggvadóttir, advogado da empresa jurídica LMB Mandat. Matthías é filho de Haraldur Flosi Tryggvason, proprietário da LMB Mandat e irmão de Rán, e Gunnhildur Sigrúnar Hauks, um artista. Einar é filho de Stefán Haukur Jóhannesson, o embaixador islandês em Londres . Os colaboradores de Hatari incluem os coreógrafos Sólbjört Sigurðardóttir, Sigurður Andrean Sigurgeirsson e Ástrós Guðjónsdóttir.